# 大分市立一尺屋小学校
大分市立一尺屋小学校（おおいたしりつ いっしゃくやしょうがっこう）は、大分県大分市大字一尺屋にある公立小学校である。2001年（平成13年）4月1日から休校。2022年 (令和3年)　廃校。

## 概要
休校後の校舎は関愛会佐賀関病院一尺屋診療所として利用されている。また、体育館は、大分市指定避難所に指定されている。

## 沿革
- 1875年（明治8年）2月 - 関学校創立[4]。
- 1878年（明治11年）4月 - 関学校から一尺屋小学校が分立する。
- 2001年（平成13年）4月1日 - 休校。
- 2005年（平成17年）1月 - 佐賀関町の大分市への編入合併に伴い、大分市立一尺屋小学校となる。